# کوروویتا
کوروویتا شهرکی در بخش راتناپورا در استان ساباراگامووا در سریلانکا است. این شهرک در ۱۲۰ کیلومتری کلمبو قرار گرفته‌است.

## منبع
1. ↑  مشارکت‌کنندگان ویکی‌پدیا. «Kuruwita». در دانشنامهٔ ویکی‌پدیای انگلیسی، بازبینی‌شده در ۱۸ سپتامبر ۲۰۱۹.